# Alexander Colin

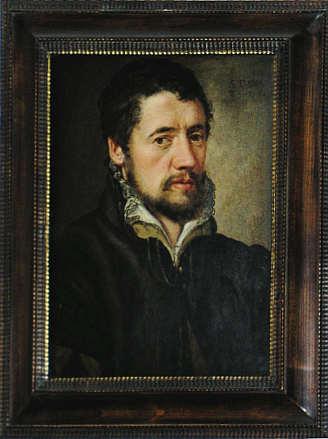
Alexander Colin

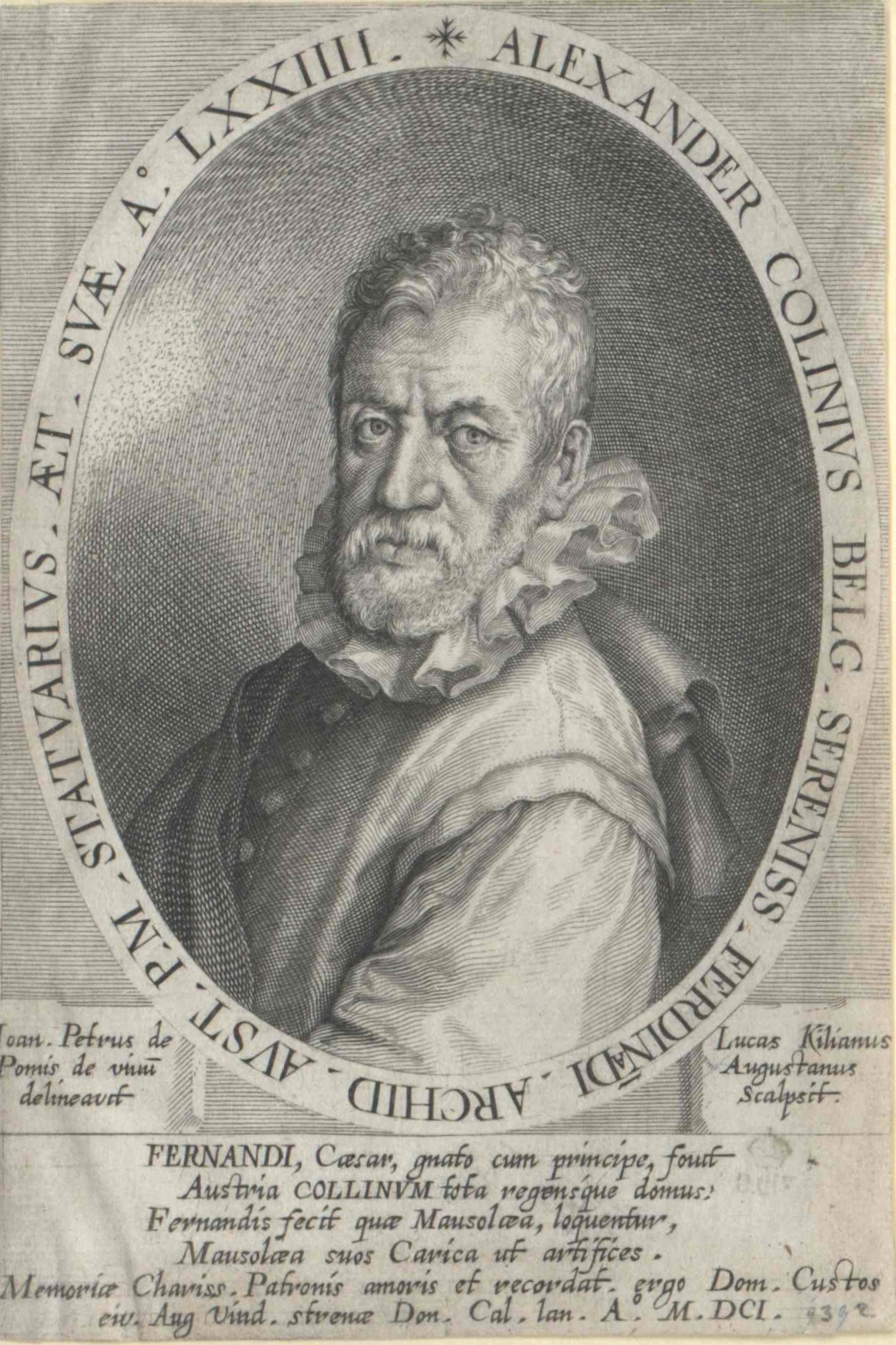
Alexander Colinius im Alter von 74 Jahren

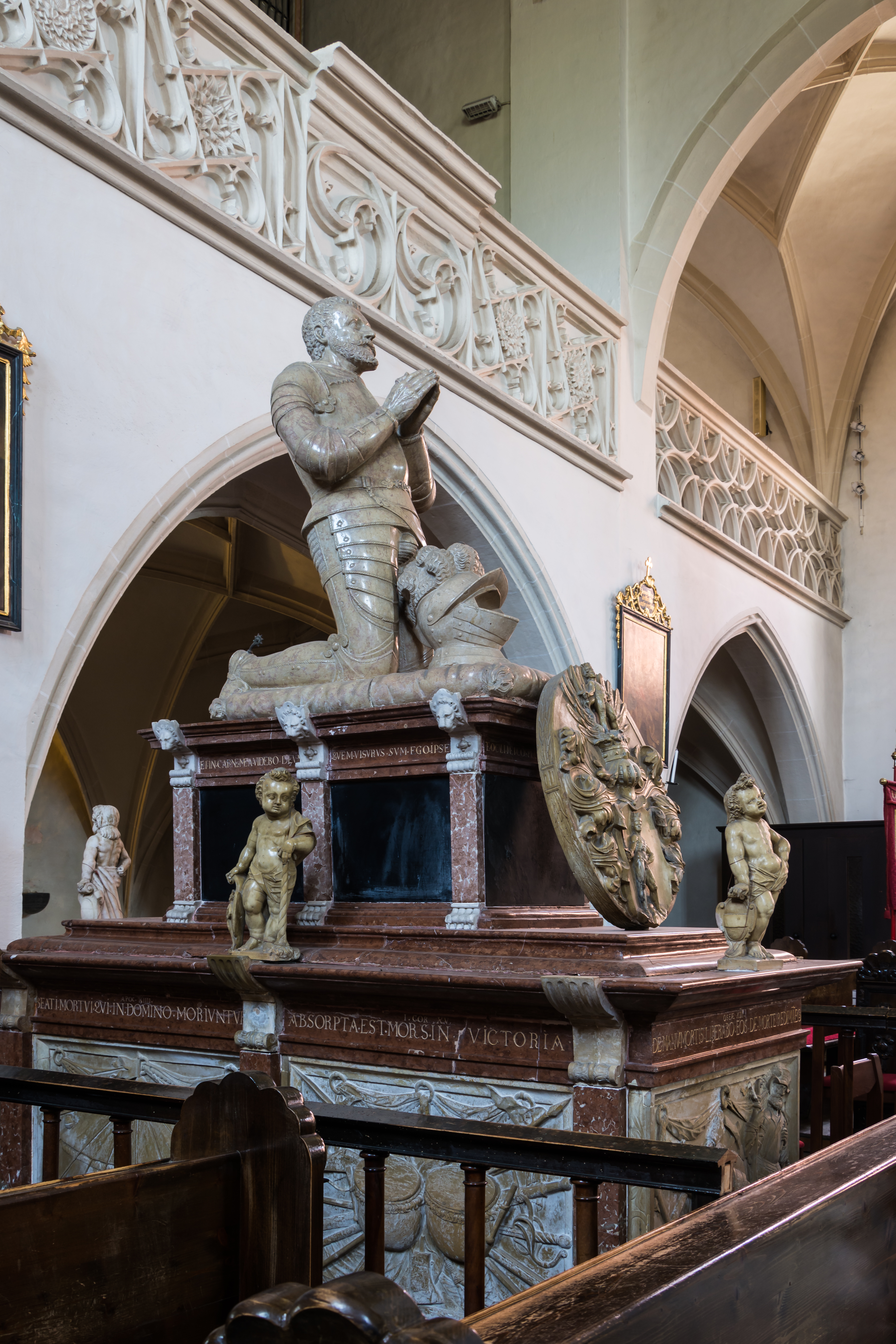
Kuefstein-Kenotaph in Maria Laach am Jauerling (1607)

Alexander Colin (auch Colyn, Colins, Colyns oder Collin; * 1527 / 1529 in Mechelen (Provinz Antwerpen); † 17. August 1612 in Innsbruck) war ein flämischer Bildhauer und Bildschnitzer des Manierismus.

## Biografie
Über seine Jugend und Ausbildung ist wenig bekannt und es wird nur vermutet, dass er zeitweise in Frankreich und Italien gearbeitet habe. 1558 übernimmt er als schon arrivierter Künstler den Auftrag für die großen Figuren an der Fassade und für die Türgestelle im Inneren des ersten Obergeschosses am Ottheinrichsbau des Heidelberger Schlosses. Der Vertrag ist in einer Abschrift erhalten. Um 1560 kehrt Colin nach Mechelen zurück und ehelicht dort Marie de Vleeschouwer. Ende 1562 tritt er in Habsburger Dienste und zieht nach Innsbruck, das für den Rest seines Lebens zu seinem Lebensmittelpunkt wird.
Sein erster großer Auftrag dort ist die Fortführung der Plastiken und Figuren für das Grabmal von Kaiser Maximilian I. (HRR) in der Innsbrucker Hofkirche. Weitere bedeutende Aufträge für den zum Hofbildhauer ernannten waren das Grabmal des Erzherzogs Ferdinand von Tirol und dessen erste Frau Philippine Welser. Er schuf 1607 in der Kirche Maria Laach am Jauerling das Grabmal für Hans Georg III. von Kuefstein. Ebenso den Grabstein des Bischofs Johann Nas mit dem lebensgroßen Bilde desselben und auch seinen eigenen Grabstein auf dem Friedhof zu Innsbruck, die Erweckung des Lazarus darstellend.
Für das Schloss Neugebäude erhielt er den Auftrag, zwei Springbrunnen herzustellen. Einer davon befindet sich vermutlich im Parterre der Orangerie von Schönbrunn.
Zu seinen Verdiensten wird zudem die Entdeckung der Marmorbrüche in Obernberg am Brenner gezählt.

## Ehrungen
Nach Alexander Colin wurde die Colingasse in der Innsbrucker Innenstadt benannt. An der 1884 vollendeten Fassade des Tiroler Landesmuseums Ferdinandeum findet sich sein von Antonio Spagnoli geschaffener Porträtkopf zusammen mit denen anderer berühmter Tiroler Künstler.